# Pseudoderopeltis conspersipennis
Pseudoderopeltis conspersipennis är en kackerlacksart som beskrevs av Adelung 1905. Pseudoderopeltis conspersipennis ingår i släktet Pseudoderopeltis och familjen storkackerlackor.
Artens utbredningsområde är Etiopien. Inga underarter finns listade i Catalogue of Life.